# 幸運なひと
『幸運なひと』（こううんなひと）は、2023年3月6日の21時から22時29分にNHK BSプレミアムおよびNHK BS4Kで放送されたテレビドラマ。
子どもを持つことを先延ばしにしてきた共働きの夫婦が、夫ががんを患ったことで「命の時間が子どもを授かるタイムリミット」という現実に向き合って、夫婦関係を再構築していく姿を描く。
ドラマ本編の放送が終了した同日の22時29分から22時59分に、同局でがんの当事者や家族と、生田や多部が対話するドラマの舞台裏を記録したドキュメンタリー番組が放送された。

## キャスト

### 主要人物
松本拓哉〈36〉
演 - 生田斗真
中学校の保健体育の教師。ある日、肺がんを患っていることが発覚する。
松本咲良〈34〉
演 - 多部未華子
拓哉の妻。ミュージシャンのマネージャー。仕事を犠牲にし、夫のために尽くすべきか葛藤する。

### 周辺人物
中村昭彦
演 - 山中崇
拓哉の主治医（腫瘍内科医）。
吉井理沙
演 - 西田尚美
咲良の勤め先の音楽事務所の社長。
松本小百合
演 - 宮崎美子
拓哉の母。パン屋を営む。
山内
演 - 相島一之
拓哉が参加したがん患者の会で、自らの体験を語る男性。
仲澤哉太
演 - 加藤諒
拓哉の中学時代の同級生。保育士。

## スタッフ
- 作 - 吉澤智子[2]
- 音楽 - 原摩利彦[2]
- 演出 - 一木正恵[2]
- 制作統括 - 上松圭[5]
- プロデューサー - 城谷厚司、吉永証、谷紗耶香[5]

## 受賞
- ギャラクシー賞（放送批評懇談会)
  - 第61回ギャラクシー奨励賞